# セセル (アン県)
セセル （Seyssel）は、フランス、オーヴェルニュ＝ローヌ＝アルプ地域圏、アン県のコミューン。ローヌ川の左岸に位置しており、対岸はオート＝サヴォワ県の同名のコミューン、セセルである。セセルの西半分と呼ばれることがある。
TERローヌ＝アルプの路線がコミューンを通り、セセル＝コルボノ駅で停車する。
コミューンの名はAOCワインであるヴァン・エ・ルセット・ド・サヴォワ（Vin et Roussette de Savoie）、セセル（Seyssel）、そしてセセル・ムスー（Seyssel mousseux）に付けられている。

## 人口統計
| 1962年 | 1968年 | 1975年 | 1982年 | 1990年 | 1999年 | 2006年 | 2012年 |
| ------ | ------ | ------ | ------ | ------ | ------ | ------ | ------ |
| 1001   | 1029   | 1043   | 831    | 817    | 801    | 902    | 950    |

source=1999年までLdh/EHESS/Cassini、2004年以降INSEE

## 史跡

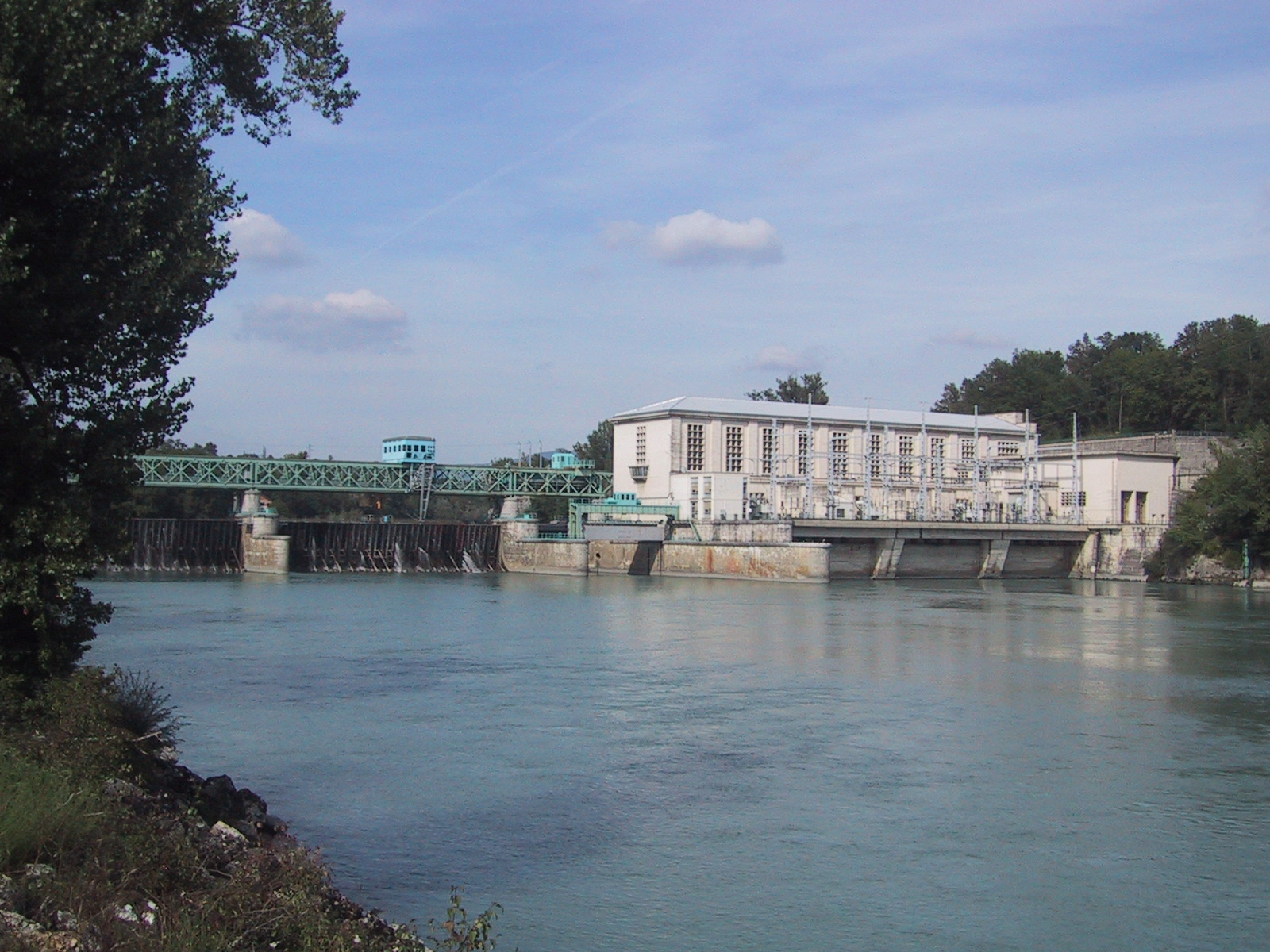
セセル・ダム
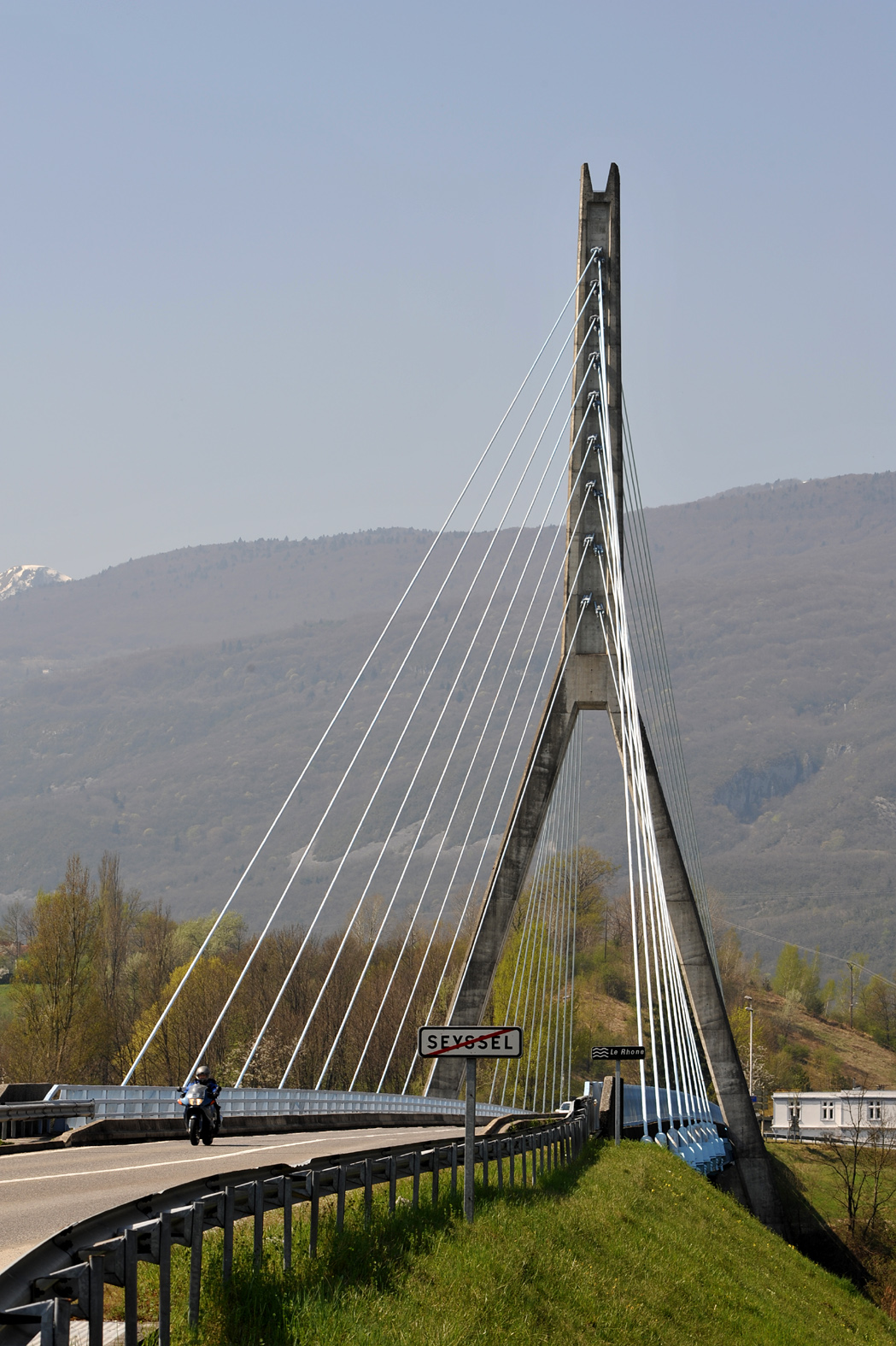
セセル橋 - 斜張橋
- ヴィエルジュ・ノワール橋

- セセル・ダム
- セセル橋

## 姉妹都市
- シセレ、ベルギー
- フレゴーナ、イタリア